# Li Chi-an
Li Chi-an ((리치안?); 7 luglio 1945) è un ex calciatore nordcoreano, di ruolo difensore.

## Carriera
Rappresentò la sua nazione ai mondiali di Inghilterra del 1966. Giocò anche per il February 8.